# Monstera
Monstera es un género con cerca de 60 especies descritas de plantas con flores perteneciente a la familia Araceae. Es originario de México y América tropical.

## Etimología
El género fue nombrado con la palabra latina para “monstruosa” o “anormales”, ya que los miembros del género se distinguen por sus hojas inusuales con agujeros naturales.

## Descripción
Son hierbas o enredaderas de hoja perenne, crece hasta los 20 m de altura en los árboles, subiendo por medio de raíces aéreas que actúan como ganchos sobre las ramas, estas raíces también crecen en el suelo para ayudar a sostener la planta.  Las hojas son alternas, coriáceas, de color verde oscuro, muy grandes, 25-90 cm de largo (hasta 130 cm de largo en M. dubia) y 15-75 cm de ancho, a menudo con los agujeros en el limbo de la hoja. Las flores nacen en una inflorescencia especializada llamada espádice de 5-45 cm de largo, la fruta se presenta en un racimo de bayas de color blanco, son comestibles en algunas especies.
Son comúnmente cultivadas como plantas de interior. La más conocida representante del género, Monstera deliciosa, también es cultivada por su fruto comestible que sabe como una combinación de plátano y piña.

## Fitoquímica
Tallo: Fenólicos, flavonoides (como la rutina, quercetina, kaempferol y andrutina), alcaloides, antraquinonas, esteroides, glucósidos cardiotónicos y taninos
Hojas: Alcaloides, saponinas, fenoles y flavonoides.
Fruto: Antraquinonas, polifenoles, antocianinas, taninos, fenoles, esteroides (β-sitosterol y kaempferol), terpenos, ésteres etílicos de ácidos de cadena corta, limoneno y linalol. Contiene 0.2% de lípidos y 16.19 % de azúcares. Su toxicidad se debe a alto contenido de ácido oxálico
Raíces: Oligosacáridos, lignina y suberina, flavonoides 

## Taxonomía
El género fue descrito por Michel Adanson y publicado en Familles des Plantes 2: 470, en 1763.

## Especies seleccionadas
- Monstera acreana
- Monstera adansonii
- Monstera boliviana
- Monstera cudata
- Monstera deliciosa
- Monstera dubia (Kunth) Engl. & K.Krause - yedra de Nueva Andalucía[5]
- Monstera lentii
- Monstera obliqua
- Monstera tuberculata
- Monstera maderaverde